# ولادیمیر تکاچنکو
ولادیمیر تکاچنکو (روسی: Владимир Петрович Ткаченко؛ زادهٔ ۲۰ سپتامبر ۱۹۵۷) بازیکن بسکتبال اهل اتحاد جماهیر شوروی سوسیالیستی است.
وی در مسابقات کشوری و بین‌المللی در مجموع برندهٔ ۵ مدال طلا، ۵ مدال نقره، ۲ مدال برنز شده‌است.